# 错曲
错曲也称抽曲，位于中华人民共和国西藏自治区昌都市类乌齐县南部的一条河流，是格曲的右岸支流。发源于卡玛多乡夏莫普以西，自源头先向东流，之后转向北，经帮嘎村等地，于此呆塘以东汇入格曲。河长42千米，流域面积380平方千米，落差1135米。年均径流量约1.33亿立方米。流域内地势开阔，山峰低矮，河谷较宽。下游植被覆盖率高，分布有森林和灌丛草场。